# Salmo macedonicus
 Salmo macedonicus  ist eine Fischart aus der Familie der Lachsfische (Salmonidae), die endemisch im oberen Bereich des Vardar mit Ausnahme der Crna Reka in Mazedonien vorkommt.

## Merkmale
Salmo macedonicus erreicht eine Länge von bis zu 40 Zentimetern. Auf den Flanken liegen, vor allem im vorderen Bereich, zahlreiche große, augenartige dunkel-weinrote Flecken, deren Zentrum gelegentlich schwärzlich ist. Große Tiere mit über 30 Zentimetern Länge weisen drei vertikale schwarze Balken im hinteren Körperbereich auf, die bei Stress deutlich zu erkennen sind. Die Rückenflosse weist ein paar schwach weinrote Flecken auf. Bei Tieren aus dem Bereich der Doduna und Basnica sind die vorderen Flecken auf dem Körper schwarz.

## Lebensweise
Über die Lebensweise der Art ist wenig bekannt. Sie besiedelt schnell fließende Gewässer und findet sich häufig an Stromschnellen und Wasserfällen.